# Tupungato (Mendoza)
Tupungato é uma cidade da Argentina, localizada na província de Mendoza